# Thiago Vivacqua
Thiago Vivacqua (ur. 16 grudnia 1996 w Rio de Janeiro) – brazylijski kierowca wyścigowy.

## Kariera

### Formuła Renault 2.0
Vivacqua rozpoczął karierę w jednomiejscowych samochodach wyścigowych w 2013 roku od startów w Północnoeuropejskim Pucharze Formuły Renault 2.0. W ciągu pięciu wyścigów, w których wystartował, zdobył osiem punktów. Został sklasyfikowany na 43 miejscu w klasyfikacji generalnej. Rok później startował w Alpejskiej Formule Renault 2.0 i Alpejskiej Formule Renault 2.0, gdzie jednak nie zdobywał punktów

## Statystyki
| Sezon | Seria                                         | Zespół             | Wyścigi | Zwycięstwa | PP | NO | Podium | Punkty | Pozycja |
| ----- | --------------------------------------------- | ------------------ | ------- | ---------- | -- | -- | ------ | ------ | ------- |
| 2013  | Północnoeuropejski Puchar Formuły Renault 2.0 | ART Junior Team    | 5       | 0          | 0  | 0  | 8      | 43     | 1       |
| 2014  | Alpejska Formuła Renault 2.0                  | Fortec Motorsports | 13      | 0          | 0  | 0  | 0      | 0      | NS      |
| 2014  | Europejski Puchar Formuły Renault 2.0         | Fortec Motorsports | 6       | 0          | 0  | 0  | 0      | 5      | 14      |